# 八日市場村
八日市場村（ようかいちばむら）は山梨県南巨摩郡にあった村。現在の身延町八日市場にあたる。

## 地理
- 河川：富士川

## 歴史
- 1889年（明治22年）7月1日 - 町村制の施行により、近世以来の八日市場村が単独で自治体を形成。
- 1933年（昭和8年）7月1日 - 伊沼村・飯富村と合併して原村が発足。同日八日市場村廃止。

## 交通

### 道路
- 身延道（現・国道52号）